# Austin Theory
 (juin 2021).
Pour les articles homonymes, voir White.
Austin White (né le 2 août 1997 à McDonough (Géorgie)) est un catcheur (lutteur professionnel) américain. Il travaille actuellement à la World Wrestling Entertainment, dans la division SmackDown, sous le nom d'Austin Theory.
Il est aussi connu pour son travail à la EVOLVE. 

## Carrière

### World Wrestling Network (2016–2019)
Lors de EVOLVE 103, il bat Keith Lee pour remporter le WWN Championship, mettant fin aux 175 jours de règnes de ce dernier,.
Lors de EVOLVE 117, il bat Fabian Aichner et Roderick Strong pour remporter le Evolve Championship,. Lors de EVOLVE 118, lui et Harlem Bravado perdent contre The Street Profits (Angelo Dawkins et Montez Ford) et ne remportent pas les Evolve Tag Team Championship.

### Promotions mexicaines (2016–2019)
Le 14 juin, il fait ses débuts à la Consejo Mundial de Lucha Libre dans un Six-Man Tag Team Match qu'il remporte avec Carístico et Volador Jr. contre La Peste Negra (El Barbaro Cavernario et Negro Casas) et Rush.

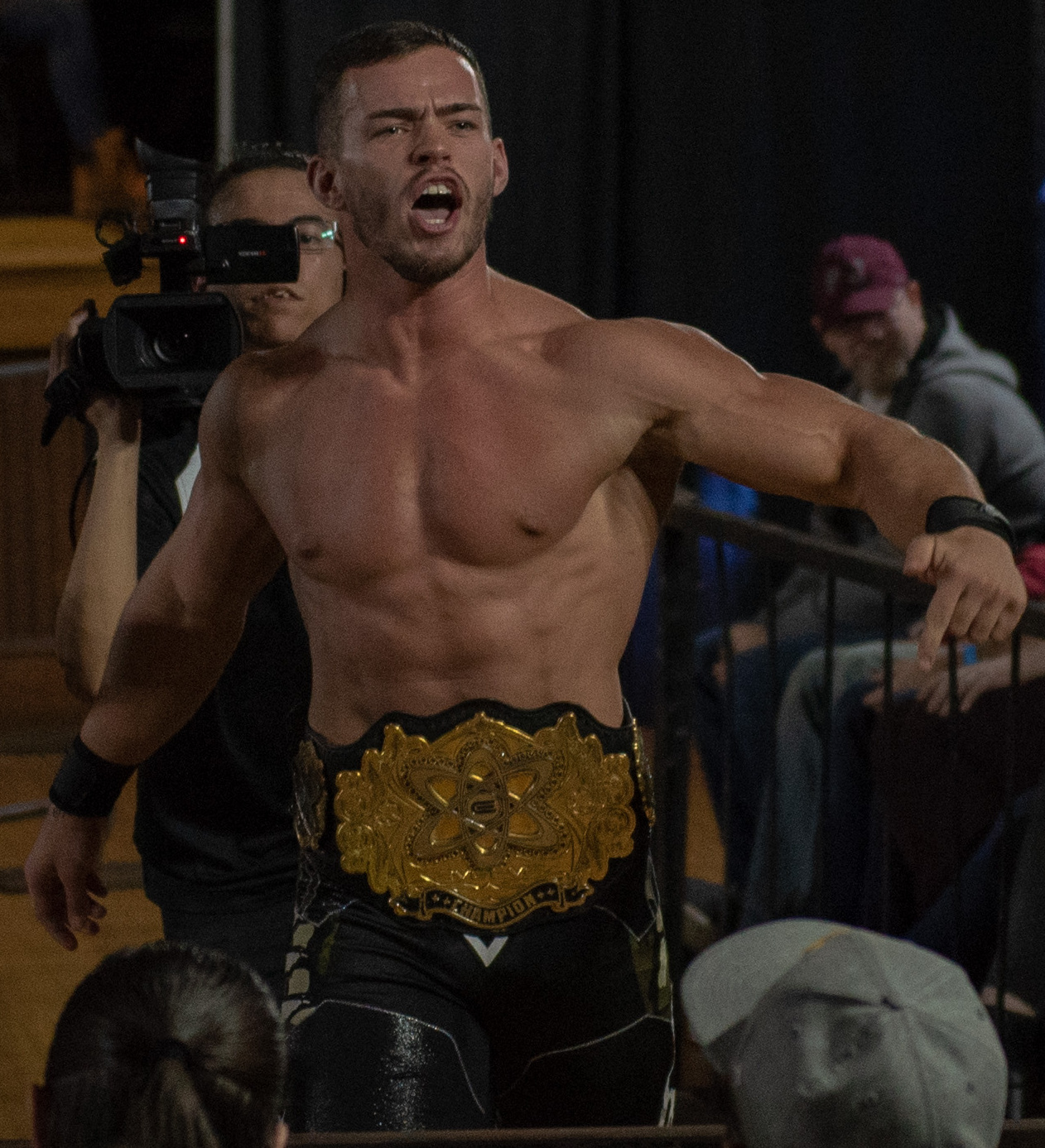
Austin Theory en 2019.

### World Wrestling Entertainment (2019-...)

#### Débuts àNXT(2019-2020)
Le 25 décembre 2019 à NXT, il fait ses débuts en répondant à l'Open Challenge de Roderick Strong pour le titre Nord-Américain de NXT, qu'il perd.
Le 8 janvier 2020 à NXT, il remporte sa première victoire en battant Joaquim Wilde.

#### Arrivée àRaw, alliance avec Andrade, Angel Garza et Zelina Vega, puis disciple de Seth Rollins (2020)
Le 30 mars à Raw, il fait ses débuts dans le show rouge, en tant que Heel, aux côtés de Zelina Vega, où il remplace Andrade, suspendu. Seth Rollins, Angel Garza et lui battent Kevin Owens et les Street Profits dans un 6-Man Tag Team Match.
Le 5 avril à WrestleMania 36, Angel Garza et lui ne remportent pas les titres par équipe de Raw, battus par les Street Profits. Le 13 avril à Raw, il bat Akira Tozawa. Après sa victoire, Andrade, Angel Garza, Zelina Vega et lui forment officiellement une faction. Le 18 mai à Raw, il fait accidentellement perdre Andrade et Angel Garza face à Apollo Crews et Kevin Owens. Après le combat, il se fait attaquer par les catcheurs mexicains et exclure de la faction. Plus tard dans la soirée, il aide Seth Rollins et Murphy à attaquer Aleister Black, rejoignant le groupe du Monday Night Messiah, en tant que disciple de ce dernier. Le 22 juin à Raw, il fait sa dernière apparition au show rouge aux côtés de Seth Rollins et Murphy.

#### Retour àNXTet The Way (2020-2021)
Le 26 août à NXT, il fait son retour dans la brand jaune, en se prenant une gifle de la part de Bronson Reed. Le 8 septembre à NXT, il fait son retour sur le ring, mais perd face à Bronson Reed.
Le 6 décembre à NXT TakeOver: WarGames, il aide Johnny Gargano à devenir champion Nord-Américain de NXT, en attaquant les deux adversaires de ce dernier : Damian Priest et Leon Ruff. Le 9 décembre à NXT, Candice LeRae, Indi Hartwell, Johnny Gargano et lui forment officiellement une faction appelée The Way.
Le 20 janvier 2021 à NXT, Johnny Gargano et lui participent au Dusty Rhodes Tag Team Classic, mais perdent, dès le premier tour, face à Kushida et Leon Ruff.
Le 14 septembre lors de la première de NXT 2.0, il assiste au mariage d'Indi Hartwell et Dexter Lumis.

#### Retour àRaw, double champion des États-Unis de la WWE et Mr. Money in the Bank (2021-2023)
Le 1er octobre à SmackDown, lors du Draft, il est annoncé être officiellement transféré au show rouge par Adam Pearce. Le 21 novembre aux Survivor Series, l'équipe Raw (Seth Rollins, Bobby Lashley, Finn Bálor, Kevin Owens et lui) bat celle de SmackDown (Drew McIntyre, Happy Corbin, Jeff Hardy, King Woods et Sheamus) dans un 5-on-5 Traditional Survivor Series Man's Elimination Tag Team match.
Le 29 janvier 2022 au Royal Rumble, il entre dans le Royal Rumble masculin en troisième position, élimine Omos (avec l'aide d'AJ Styles, de Chad Gable, Dominik Mysterio, Ricochet et Ridge Holland), avant d'être lui-même éliminé par The Phenomenal. Le 19 février à Elimination Chamber, il ne remporte pas le titre de la WWE, battu par Brock Lesnar dans un Elimination Chamber Match, qui inclut également AJ Styles, Bobby Lashley (ayant abandonné le combat pour blessure), Riddle et Seth Rollins.
Le 3 avril à WrestleMania 38, il perd face à Pat McAfee, qui perd ensuite face à Vince McMahon. Après le combat, ils subissent tous trois un Stunner de la part de Stone Cold Steve Austin. Le 18 avril à Raw, il devient le nouveau champion des États-Unis de la WWE en battant Finn Bálor, remportant le titre pour la première fois de sa carrière, son premier titre dans le roster principal, et devient également le plus jeune champion de l'histoire de la WWE. Le 5 juin à Hell in a Cell, il conserve son titre en battant Mustafa Ali. 
Le 2 juillet à Money in the Bank, il perd face à Bobby Lashley par soumission, ne conservant pas son titre. Plus tard dans la soirée, il remporte la mallette, battant ainsi Drew McIntyre, Happy Corbin, Madcap Moss, Omos, Riddle, Sami Zayn, Sheamus et Rollins. Le 30 juillet à SummerSlam, il ne remporte pas le titre des États-Unis de la WWE, battu par son même adversaire par soumission dans un match revanche. Le 3 septembre lors du pré-show à Clash at the Castle, Alpha Academy (Chad Gable et Otis) et lui perdent face aux Street Profits et Madcap Moss dans un 6-Man Tag Team match.
Le 7 novembre à Raw, il utilise sa mallette sur Rollins, qui a été attaqué par Bobby Lashley avant le début du combat, mais il ne remporte pas le titre des États-Unis de la WWE, battu par son adversaire. Pendant le combat, The All Mighty l'attaque également. Il devient le premier catcheur à utiliser sa mallette pour un titre secondaire, et le 5e catcheur à échouer dans l'encaissement de sa mallette après John Cena, Damien Sandow, Baron Corbin et Braun Strowman. Le 26 novembre aux Survivor Series WarGames, il redevient champion des États-Unis de la WWE en battant Bobby Lashley et Seth "Freakin" Rollins dans un Triple Threat match, remportant le titre pour la seconde fois.
Le 28 janvier 2023 au Royal Rumble, il entre dans le Royal Rumble match masculin en 25e position, élimine Ricochet avant d'être lui-même éliminé par le futur gagnant, Cody Rhodes. Le 18 février à Elimination Chamber, il conserve son titre en battant Seth "Freakin" Rollins (aidé par une intervention extérieure de Logan Paul qui a porté un Stomp sur ce dernier), Montez Ford, Damian Priest, Johnny Gargano et Bronson Reed dans un Elimination Chamber match.
Le 1er avril à WrestleMania 39, il conserve son titre en battant John Cena de manière controversée.

#### Draft àSmackDownet champion par équipes avec Grayson Waller (2023-...)
Le 1er mai à Raw, lors du Draft, il est annoncé être officiellement transféré à SmackDown par Triple H. Le 6 mai à Backlash, il conserve son titre en battant Bobby Lashley et Bronson Reed dans un Triple Threat match.
Le 5 août à SummerSlam, il ne remporte pas la Slim Jim SummerSlam 25-Man Battle Royal, gagnée par LA Knight. Le 11 août à SmackDown, il ne conserve pas sa ceinture, battu par Rey Mysterio, ce qui met fin à un règne de 258 jours. Le 1er septembre à SmackDown, il forme officiellement une alliance avec Grayson Waller et ensemble, les deux hommes battent la LWO (Rey Mysterio et Santos Escobar).
Le 27 janvier 2024 au Royal Rumble, il entre dans le Men's Royal Rumble match en 13e position, mais se fait éliminer en 7e par le futur gagnant, Cody Rhodes.
Le 6 avril à WrestleMania XL, son partenaire et lui deviennent les nouveaux champions par équipes de SmackDown en battant The Judgment Day (Damian Priest et Finn Bálor) dans un 6-Pack Tag Team Ladder match qui inclut également The Awesome Truth (The Miz et R-Truth) qui remportent les titres par équipes de Raw, #DIY (Johnny Gargano et Tommaso Ciampa), The New Day (Kofi Kingston et Xavier Woods) et New Catch Republic (Pete Dunne et Tyler Bate). Ils remportent les titres pour la première fois de leurs carrières. Treize soirs plus tard à SmackDown, Nick Aldis et Triple H leur présentent les nouvelles ceintures: les WWE Tag Team Championships.
Le 5 juillet à SmackDown, ils ne conservent pas leurs ceintures, battus par #DIY dans un match revanche.

## Palmarès
- Black Gate Wrestling

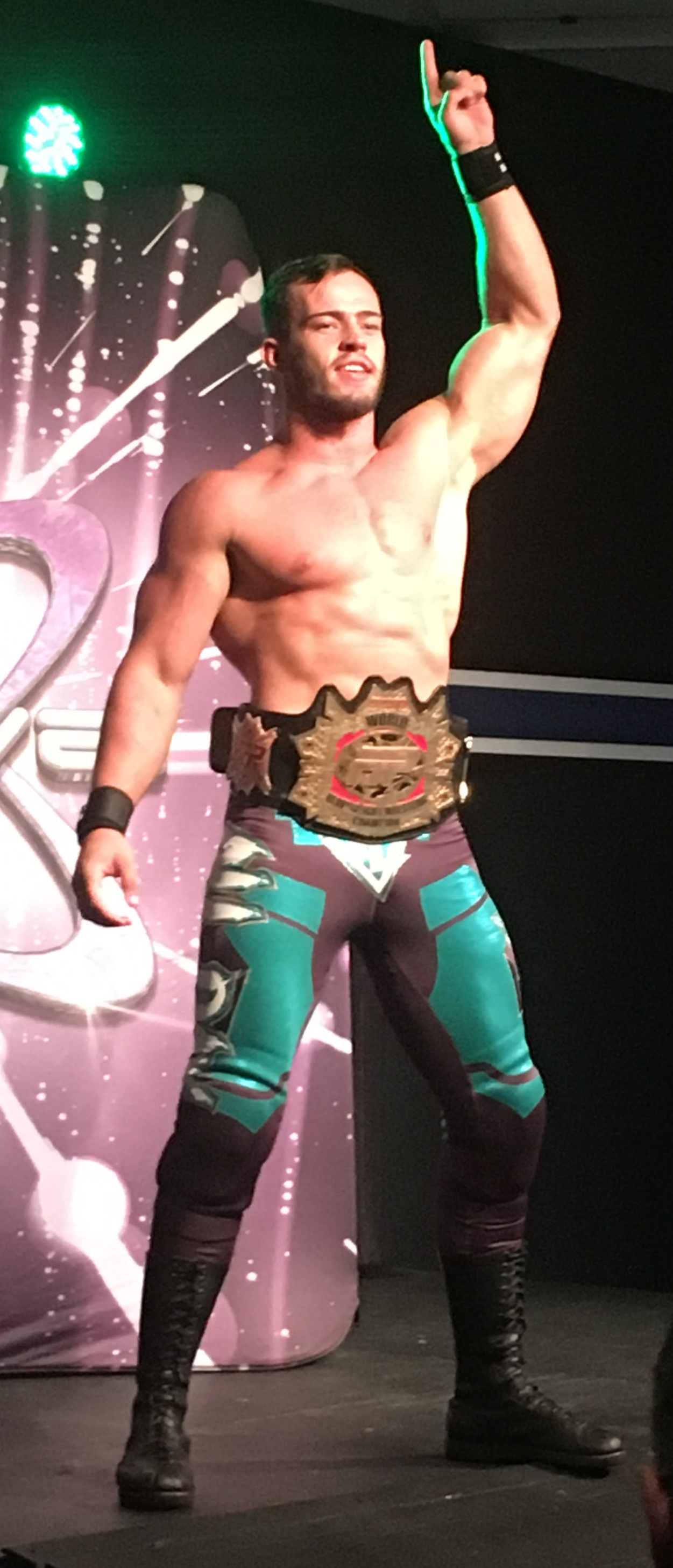
Theory en tant que FIP World Heavyweight Champion

  - 1 fois Black Gate Wrestling Heavyweight Championship

- The Crash Lucha Libre
  - 1 fois The Crash Heavyweight Championship[19]

- Evolve
  - 1 fois Evolve Championship

- Full Impact Pro
  - 1 fois FIP World Heavyweight Championship

- Fire Star Pro Wrestling
  - 2 fois FSPW Heavyweight Championship

- Mucha Lucha Atlanta
  - 1 fois MLA Global Championship[20]

- National Championship Wrestling
  - 1 fois NCW Heavyweight Championship

- Peachstate Wrestling Alliance
  - 1 fois PWA Heritage Championship

- World Wrestling Network
  - 2 fois WWN Championship (dernier)

- WWA4
  - 1 fois WWA4 Heavyweight Championship

- World Wrestling Entertainment
  - 2 fois champion des États-Unis de la WWE
  - 1 fois champion par équipe de SmackDown - avec Grayson Waller
  - Mr. Money In The Bank (2022)
  - Vainqueur de l'Elimination chamber match (2023)
  - NXT Year-End Awards : (1 fois)
    - Future superstar de l'année (2020)

- Xtreme Wrestling Alliance
  - 1 fois XWA Heavyweight Championship

## Récompenses des magazines
- Pro Wrestling Illustrated

| Année | 2018 | 2019 | 2020 | 2021       | 2022 | 2023 | 2024 |
| ----- | ---- | ---- | ---- | ---------- | ---- | ---- | ---- |
| Rang  | 171  | 80   | 152  | Non classé | 96   | 45   | 257  |